# Parafia św. Jakuba Apostoła w Skorogoszczy
Parafia Świętego Jakuba Apostoła – rzymskokatolicka parafia w Skorogoszczy. Parafia należy do dekanatu Niemodlin w diecezji opolskiej.

## Historia parafii
Parafia została utworzona około 1223 roku. Obsługiwana jest przez księży diecezjalnych. 

## Liczebność i zasięg parafii
Parafie zamieszkuje 3175 mieszkańców, swym zasięgiem duszpasterskim obejmuje ona miejscowości:
- Skorogoszcz,
- Błażejowice,
- Borkowice,
- Chróścina,
- Golczowice,
- Mikolin,
- Niwy,
- Piaski,
- Przecza,
- Wronów.

## Inne kościoły i kaplice
- Kościół Najświętszego Serca Pana Jezusa w Golczowicach,
- Kościół św. Barbary w Przeczy.

## Proboszczowie po 1943 roku
- ks. Georg Greiner (1943–1945)[3]
- ks. Paweł Ozimek
- ks. Jerzy Bogusiak
- ks. Grzegorz Turczyn
- ks. Piotr Bekierz
- ks. Józef Szczotka
- ks. Marek Biernat
- ks. Tomasz Struzik
- ks. Tomasz Fortalski